# Флаг сельского поселения Селковское
Флаг муниципального образования сельское поселение Селковское Сергиево-Посадского муниципального района Московской области Российской Федерации — опознавательно-правовой знак, служащий официальным символом муниципального образования.
Флаг утверждён 22 января 2008 года и внесён в Государственный геральдический регистр Российской Федерации с присвоением регистрационного номера 3829.

## Описание
«Прямоугольное полотнище с отношением ширины к длине 2:3, состоящее из двух равновеликих вертикальных полос синей и красной; поверх полос расположен жёлтый треугольник, чьё основание совпадает с нижним краем полотнища (высота треугольника 4/9 ширины полотнища); на треугольнике изображён куст клюквы из герба поселения выполненный зелёным, красным и белым цветами и над ним чёрный тетерев с жёлтым клювом, глазом и красной бровью».

## Обоснование символики
Флаг составлен на основании герба сельского поселения Селковское по правилам и соответствующим традициям вексиллологии и отражает исторические, культурные, социально-экономические, национальные и иные местные традиции.
Сельское поселение Селковское славится своей флорой и фауной. Местные леса имеют природоохранное значение для северного географо-экологического района Московской области. Более половины площади поселения занимают земли Гослесфонда, на территории которого находится многочисленные природные объекты, имеющие научную, ботаническую и водоохранную значимость: Большое и Малое Туголянские озёра, Дубненский бобровый охотничий заказник, Переходное болото и другие. В лесах обитают разнообразные представители животного мира. Изображённые на флаге тетерев и ветви клюквы символизирует особую значимость природы сельского поселения для экологии всего региона.
Деление полотнища на три части аллегорически символизирует географическое положение сельского поселения на границе с тремя областями: Тверской, Ярославской и Владимирской.
Жёлтый цвет (золото) — символ богатства, стабильности, уважения и урожая. Золотой треугольник (земля) в основании флага аллегорически символизирует сельское хозяйство как основу экономики поселения.
Белый цвет (серебро) — символ чистоты совершенства, мира и взаимопонимания.
Красный цвет — символ труда, мужества, силы, красоты и праздника.
Зелёный цвет — символ здоровья, молодости, жизненного роста.
Синий цвет (лазурь) — символ бескрайнего неба, чести, благородства, возвышенных устремлений.